# 水意識計畫

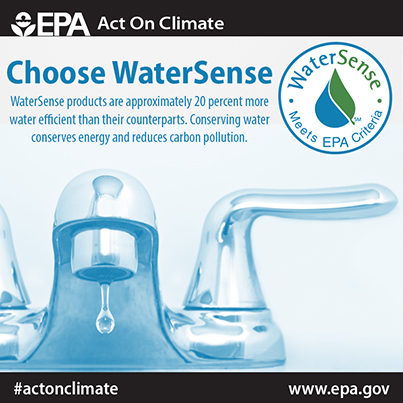
计划宣传图

水意識計畫(WaterSense Program)為美國環保署所支持贊助的半官方性(public-private)的夥伴計畫(partnership program)。
主要是根據美國淨水法案(Clean Water Act)及安全飲用水法案(Safe Drinking Water Act)相關條文推動。計畫的目的在藉由提升省水產品或服務之市場，以保護國家未來之水資源提供。本計劃宣揚人們只需購買附有標章的省水產品，無須改變生活習慣，即可以節省大量水資源。水意識計畫所推行的標章為水意識標章。省水產品若欲具有水意識標章，須先與環保署簽署夥伴合約(Partnershop Agreement)，第二步驟為產品須符合環保署之特定規範。